# عشق ممنوعه
عشق ممنوعه (آلمانی: Verbotene Liebe؛ ‏تلفظ [fɛɐ̯ˈbo:tənə ˈli:bə]) یک مجموعهٔ احساسی آلمانی است که نخستین بار در ۲ ژانویهٔ ۱۹۹۵ از شبکهٔ داس ارسته منتشر شد و پس از پخشِ ۴٬۶۶۴ قسمت، در سال ۲۰۱۵ خاتمه یافت. این سریال، ۵ روز در هفته و در قسمت‌های ۲۴ دقیقه‌ای به روی آنتن می‌رفت. از ۲۱ ژوئن ۲۰۱۱ زمان پخش آن به ۴۵ افزایش و سپس از ۲۳ ژانویهٔ ۲۰۱۲ به ۴۰ دقیقه کاهش یافت. ماجرای این سریال بیشتر در شهر دوسلدورف و گاهی نیز در کلن و مایورکا رخ می‌داد.
آنچه دربارهٔ این سریال شهرت دارد آن است که برای نخستین بار، ترسیم پیشگامانه‌ای از شخصیت‌های ال‌جی‌بی‌تی ارائه نمود و دوجنس‌گرایی و همجنس‌گرایی را عادی و طبیعی و آنها را برابر با دگرجنس‌گرایی نشان داد. در این مجموعه همچنین، معضل‌هایی چون اعتیاد، قتل، تجاوز جنسی، خودکشی، زنای محصنه، همجنس‌گراهراسی، رابطه جنسی با خویشاوندان، الکلیسم، سوءمصرف مواد، اسکیزوفرنی، اچ‌آی‌وی، سقط خودبه‌خودی، آدم‌ربایی و سردرگمی جنسی به چالش کشیده شدند.

## بازیگران
- میکی هارت
- والری نیهاوس
- لی‌لی هولوندر
- میریام لانشتاین
- تانیا ونتسل
- کریستینا دورفر
- نیکول آلمان
- سیلا شاهین
- نوا مایرهنریش
- ناتالیا آولون
- دیرک باخ
- دانیل برول
- جوآن کالینز
- فیلیپ زونتاگ